# إي. جنيفر موناغان
إي. جنيفر موناغان (بالإنجليزية: E. Jennifer Monaghan)‏ هي مؤرخة أمريكية، ولدت في 19 يناير 1933، وتوفيت في 14 سبتمبر 2014.